# تپه سیا چقا
تپه سیا چقا مربوط به هزاره دوم قبل از میلاد - دوران‌های تاریخی پس از اسلام است و در شهرستان ملایر، بین روستای زنگنه علیا و سفلی واقع شده و این اثر در تاریخ ۱۰ دی ۱۳۸۱ با شمارهٔ ثبت ۷۰۳۴ به‌عنوان یکی از آثار ملی ایران به ثبت رسیده است.